# The Beast from 20,000 Fathoms
The Beast From 20,000 Fathoms (que traducido literalmente sería La bestia que vino desde las 20,000 brazas, conocida como El Monstruo de los Tiempos Remotos en España y México, El Monstruo del Mar en Argentina) es una película de ciencia ficción y terror dirigida por Eugène Lourié, estrenada en 1953. Este largometraje destaca, junto a El mundo perdido y King Kong, por ser de los primeros kaijūs estadounidenses del cine sobre monstruos gigantes. Asimismo, este fue el primer largometraje realizado en solitario por Ray Harryhausen para la animación stop motion, además de ser la película que inspiró a la producción de Godzilla un año después.
La cinta, siendo de bajo presupuesto, fue todo un éxito comercial y de crítica, dando inicio a una serie de películas con temática sobre monstruos gigantes a lo largo de la era atómica, como Them! (1954), y es uno de los largometrajes del cine clásico más valorados por los cinéfilos.

## Argumento
Lejos, en el Círculo polar ártico, una prueba con bombas nucleares llamada Operación Experimento es llevada a cabo. Proféticamente, el físico Thomas Nesbitt dice: "Qué pasará con los efectos acumulativos de esas bombas atómicas, sólo el tiempo lo dirá". En ese momento, la explosión despierta a un dinosaurio carnívoro ficticio llamado Rhedosaurus, que ha estado hibernando en el hielo durante 100 millones de años.
La bestia empieza su camino hasta las costas del este de Norteamérica, siguiendo el camino de los grandes bancos de peces, causando destrucción en Marquette, Canadá, Maine y Massachusetts. El monstruo finalmente llega a Manhattan, y tras destruir cables de electricidad, ataca la ciudad. Su ataque causa 180 muertos, 1,500 heridos y $300 millones en daños.
Llegando a la escena, las tropas del coronel Jack Evans disparan bazookas contra el monstruo, empujándolo hasta el océano. Desgraciadamente este va por las calles cubriéndolas de un horrible y virulento germen prehistórico, que contamina a la población y causa más fatalidades. Entonces deciden dispararle un isótopo radioactivo para matarlo y evitar que se siga esparciendo el virus.
Cuando la bestia ataca Coney Island, los militares disparan el isótopo radioactivo y éste surte efecto.

## Reparto
- Paul Hubschmid como el profesor Tom Nesbitt (acreditado como Paul Christian)
- Paula Raymond como la doctora Lee Hunter
- Cecil Kellaway como el doctor Thurgood Elson
- Kenneth Tobey como el coronel Jack Evans
- Donald Woods como el capitán Phllip Jackson
- Ross Eliot como el profesor George Ritchie
- Jack Pennick como Jacob Bowman
- Lee Van Cleef como el cabo Stone